# Jimena de la Frontera
Jimena de la Frontera è un comune spagnolo di 9 088 abitanti situato nella comunità autonoma dell'Andalusia.

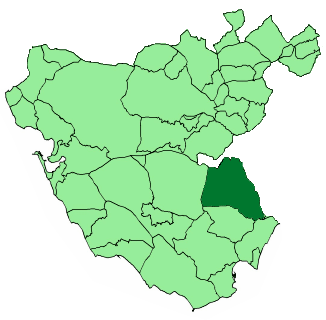
Mappa del comune nella provincia

## Storia
Nel 2018 la frazione di San Martín del Tesorillo si separò da Jimena de la Frontera, costituendosi in comune autonomo.